# Ås (Krokom)
 (novembre 2024).
Si vous disposez d'ouvrages ou d'articles de référence ou si vous connaissez des sites web de qualité traitant du thème abordé ici, merci de compléter l'article en donnant les références utiles à sa vérifiabilité et en les liant à la section « Notes et références ».
Ås est une paroisse suédoise située dans la commune de Krokom, dans le Comté de Jämtland. Ås se trouve sur les bords du lac Storsjön et du fleuve Indalsälven. La paroisse est mentionnée dès le Moyen Âge. Les premières mentions écrites du nom d'Ås remontent à 1303 (« Aase »). Le pèlerinage de Saint Olaf passe par Ås. L'étape ultime du pèlerinage est la Cathédrale de Nidaros à Trondheim. 
Ås est aussi une localité à environ 10 km d'Östersund. Jusqu'à 1952, Ås a été chef-lieu de l'ancienne commune d'Ås.

## Localités
- Ås (Hov)
- Täng
- Dille
- Trättgärde
- Torsta
- Ösa
- Birka